# Mimosa distans
Mimosa distans är en ärtväxtart som beskrevs av George Bentham. Mimosa distans ingår i släktet mimosor, och familjen ärtväxter. Inga underarter finns listade i Catalogue of Life.